# Hermann Eberhard
Hermann Eberhard   (Oława, 27 de febrer de 1853 - Punta Arenas, 8 de maig de 1908) va ser un explorador alemany del segle xix al qual es va acreditar el descobriment occidental de terres considerables a la Patagònia xilena.
Eberhard va viatjar en vaixell fins al Seno Última Esperanza per investigar terres desconegudes abans pels europeus. A Eberhard se li atribueix el descobriment de restes prehistòriques del peresós gegant al Monument Natural de la Cova del Mylodon. Les aigües del Seno Última Esperanza haurien estat molt més altes i, per tant, més a prop de les coves de Mylodon a l'Holocè primerenc, l'època en què es daten els ossos de mylodon trobats.
El fiord Eberhard, descobert per la seva expedició, porta el seu nom. Hermann Eberhard és per a Xile una de les personalitats més importants durant la colonització de la Regió de Magallanes i de l'Antàrtica Xilena.